# Netball Nations Cup 2011

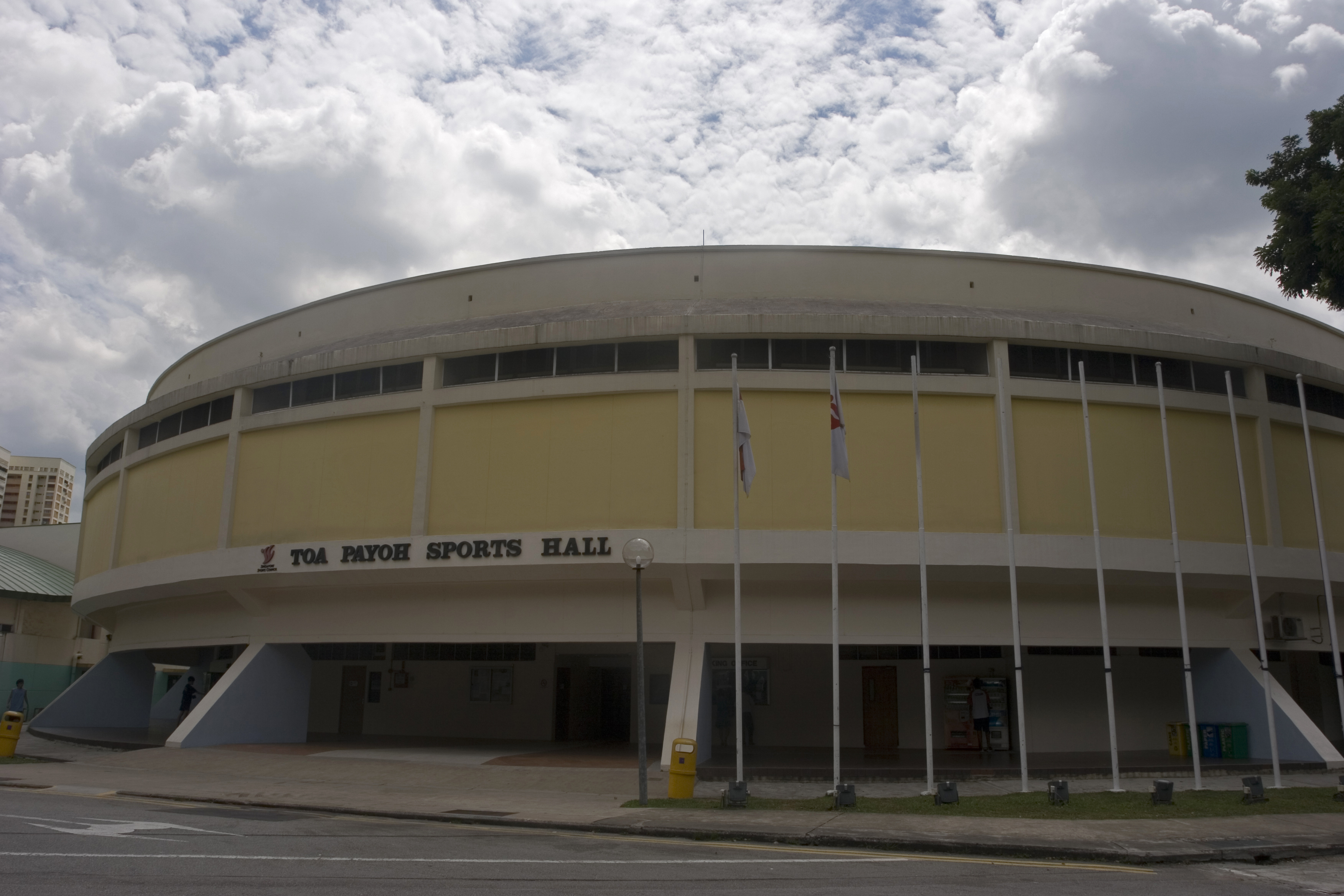
Die Toa Payoh Sports Hall diente zwischen 2006 und 2013 als Austragungsort für den Netball Nations Cup.

Der sechste Netball Nations Cup 2011 (offiziell: Fairprice Foundation Nations Cup) wurde vom 5. bis 11. Dezember 2011 in der Toa Payoh Sports Hall in Toa Payoh (Singapur) ausgetragen. Das Turnier mit sechs teilnehmenden Mannschaften gewann Fidschi vor Gastgeber Singapur und Malaysia.

## Hauptrunde
Die Hauptrunde des Netball Nations Cup fand als einfaches Rundenturnier (Jeder gegen Jeden) statt. Die Platzierungen 3 bis 5 wurden nach dem Divisionsverfahren berechnet (Malaysia 0,975 – Namibia 0,958 – Papua-Neuguinea 0,923).
| Pl. | Land            | Sp. | S | U | N | Tore      | Diff. | Punkte |
| --- | --------------- | --- | - | - | - | --------- | ----- | ------ |
| 1.  | Fidschi         | 5   | 5 | 0 | 0 | 0309:1730 | +136  | 10     |
| 2.  | Singapur        | 5   | 4 | 0 | 1 | 0257:1970 | +60   | 8      |
| 3.  | Malaysia        | 5   | 2 | 0 | 3 | 0236:2420 | −6    | 4      |
| 4.  | Namibia         | 5   | 2 | 0 | 3 | 0249:2590 | −10   | 4      |
| 5.  | Papua-Neuguinea | 5   | 2 | 0 | 3 | 0262:2850 | −23   | 4      |
| 6.  | Sri Lanka       | 5   | 0 | 0 | 5 | 0223:3800 | −157  | 0      |

|                 | Fidschi | Singapur | Malaysia | Namibia | Papua-Neuguinea | Sri Lanka |
| --------------- | ------- | -------- | -------- | ------- | --------------- | --------- |
| Fidschi         | —       | 47:35    | 61:37    | 60:37   | 60:40           | 81:24     |
| Singapur        |         | —        | 42:35    | 53:43   | 54:36           | 73:36     |
| Malaysia        |         |          | —        | 42:44   | 53:51           | 69:44     |
| Namibia         |         |          |          | —       | 48:55           | 77:49     |
| Papua-Neuguinea |         |          |          |         | —               | 80:70     |
| Sri Lanka       |         |          |          |         |                 | —         |

## Platzierungsrunde
|  | Finale       |    |
|  |              |    |
|  | 11. Dezember |    |
|  | Fidschi      | 52 |
|  | Singapur     | 42 |

|  | Spiel um Platz 3 |    |
|  |                  |    |
|  | 11. Dezember     |    |
|  | Malaysia         | 52 |
|  | Namibia          | 47 |

|  | Spiel um Platz 5 |    |
|  |                  |    |
|  | 11. Dezember     |    |
|  | Papua-Neuguinea  | 71 |
|  | Sri Lanka        | 73 |

## Endergebnis
| Pl. | Land            | Sp. | S | U | N | Tore      | Diff. | Punkte |
| --- | --------------- | --- | - | - | - | --------- | ----- | ------ |
| 1.  | Fidschi         | 6   | 6 | 0 | 0 | 0360:2150 | +145  | 12     |
| 2.  | Singapur        | 6   | 4 | 0 | 2 | 0299:2480 | +51   | 8      |
| 3.  | Malaysia        | 6   | 3 | 0 | 3 | 0288:2890 | −1    | 6      |
| 4.  | Namibia         | 6   | 2 | 0 | 4 | 0296:3110 | −15   | 4      |
| 5.  | Sri Lanka       | 6   | 1 | 0 | 5 | 0296:4510 | −155  | 2      |
| 6.  | Papua-Neuguinea | 6   | 2 | 0 | 4 | 0333:3580 | −25   | 4      |